# شفافیت آراء نمایندگان مجلس ایران
شفافیت آراء نمایندگان پارلمان در ایران" وجود دارد هرچند نمایندگان پارلمان در ایران در قبال رأیی که در مجلس می‌دهند، هیچ مسئولیت حقوقی یا مدنی ندارند و اگر رأی آنها باعث خسارت به جامعه شود، توسط هیچ نهادی مؤآخذه نمی‌شوند، البته مردم و موکلان آن‌ها از آرای نمایندگان خود باخبر می‌شوند و می توانند در دوره بعدی انتخابات به آن ها رأی ندهند.
در برخی از دوره‌های مجلس موضوع شفافیت آرای نمایندگان مجلس مورد بحث قرار گرفته است. برخی معتقدند، این طرح می‌تواند نمایندگان را در قبال آرای آنها مسئولیت پذیر کند.

## تاریخچه
طرح شفافیت آراء نمایندگان به طرح مشترک محمدجواد فتحی و حسینعلی حاجی دلیگانی گفته می‌شود که با نام اصلی «طرح الحاق دو تبصره به ماده ۱۱۹ قانون آیین‌نامه داخلی مجلس شورای اسلامی» در مرکز پژوهش‌های مجلس شورای اسلامی به ثبت رسیده‌است. هیئت رئیسه مجلس شورای اسلامی در تاریخ ۱۴ شهریورماه ۱۳۹۷ این طرح را با حمایت رسمی ۱۶۰ نماینده اعلام وصول کرد. گفته می‌شود که در مجموع ۲۱۰ نماینده در این طرح، سایر طرح‌های مشابه، یا به‌صورت مستقل از موضوع شفافیت آراء نمایندگان اعلام حمایت کرده‌اند.

### طرح‌های اعلام وصول‌شده

#### طرح «الحاق دو تبصره به ماده ۱۱۹ قانون آیین‌نامهٔ داخلی مجلس شورای اسلامی»
طرح شفافیت آراء نمایندگان نخستین بار توسط آقای محمدجواد فتحی، نمایندهٔ اصلاح‌طلب شهر تهران و عضو فراکسیون امید در هشتم آذر سال ۱۳۹۶ مطرح شد. در آن زمان هیئت‌مدیرهٔ مجلس شورای اسلامی با بیان این موضوع که طرح‌های متعددی در دستور کار مجلس است، اعلام وصول این طرح را به تعویق انداخت. در هفده مرداد ۱۳۹۷ حسینعلی حاجی دلیگانی نمایندهٔ شاهین‌شهر، میمه و برخوار مجدداً طرح شفافیت آراء نمایندگان مجلس را با ۲۹ امضا تهیه کرده و به هیئت رئیسهٔ مجلس تحویل داد. وی در مورد این طرح گفته‌است: «یکی از بهترین معیارهای ارزیابی مردم از نمایندگان خود در مجلس این است که مردم بدانند نمایندگان آن‌ها در خصوص طرح‌ها و لوایح چه نظراتی داشته‌اند، در خیلی از کشورهای دنیا از همین روش برای شفافیت استفاده می‌شود و این می‌تواند برای کشور مفید باشد.»
سرانجام در توافق فی مابین حاجی دلیگانی و فتحی، طرح فتحی در کنار تلاش حاجی دلیگانی برای جلب حمایت نمایندگان، به هیئت‌رئیسهٔ مجلس تحویل داده شده و در تاریخ ۱۴ شهریور ۱۳۹۷ اعلام وصول شد.

##### متن طرح
تبصره ۱- در تمام مواردی که به موجب این قانون رأی‌گیری به عمل می‌آید و مصادیق آن در ماده ۱۲۱ مشخص گردیده، جهت اطلاع مردم اسامی نمایندگان موافق، مخالفت و ممتنع، منتشر می‌شود. بدین منظور علاوه بر درج اسامی در مشروح مذاکرات، هیئت رئیسه موظف است نسبت به ایجاد سامانه الکترونیکی به طوری که قابلیت دسترسی به آن برای آحاد ملت فراهم باشد اقدام نماید.
تبصره ۲- در موارد استثنایی با تقاضای ۱۵ نفر از نمایندگان مجلس و با رأی موافق اکثریت مطلق حاضران، رأی‌گیری به صورت مخفی انجام می‌گیرد.

##### رد یک فوریت طرح
در جلسهٔ علنی چهارشنبه ۱۴ شهریورماه ۱۳۹۷ مجلس شورای اسلامی یک فوریت طرح شفافیت آراء نمایندگان را به رأی گذاشت و در نتیجه یک فوریت آن با ۵۹ رأی موافق، ۱۰۸ رأی مخالف و پنج رأی ممتنع از مجموع ۱۹۴ نمایندهٔ حاضر رد شد تا این طرح به‌صورت عادی در دستور کار مجلس قرار بگیرد.

##### تصویب طرح
طرح شفافیت آراء نمایندگان سرانجام در تاریخ ۷ آذرماه ۱۳۹۷ در کمیسیون آیین‌نامهٔ داخلی تصویب شد. اما مصوبهٔ مذکور با طرح اصلی تفاوت بسیاری دارد، به‌گونه‌ای که شفافیت آراء نمایندگان را محقق نساخته‌است. گزارش یک شوری کمیسیون آیین‌نامهٔ داخلی پیرامون این طرح به شرح زیر است:
طرح الحاق دو تبصره به ماده (۱۱۹) قانون آیین‌نامه داخلی مجلس شورای اسلامی با حضور کارشناسان مراکز مختلف در جلسات متعدد مورد بحث و بررسی قرار گرفت و نهایتاً در جلسه مورخ ۱۳۹۷/۸/۱۴ کمیسیون، با اصلاح در متن و عنوان به تصویب رسید:
ماده ۱- متن زیر به‌عنوان یک تبصره به ماده (۱۲۴) قانون آیین‌نامه داخلی مجلس شورای اسلامی الحاق می‌شود:
تبصره- در تمام مواردی که به موجب این قانون رأی‌گیری به عمل می‌آید، اسامی نمایندگانی که در هر مرحله در رأی‌گیری شرکت نمی‌کنند در مشروح مذاکرات و پایگاه اطلاع‌رسانی الکترونیکی مجلس، برای اطلاع عموم ثبت می‌شود.
غلامرضا کاتب، رئیس کمیسیون تدوین آیین‌نامهٔ داخلی مجلس شورای اسلامی دراین باره اظهار داشت:
«کمیسیون تدوین آیین‌نامه داخلی مجلس طرحی که نمایندگان ارائه کرده بودند را تصویب کرد، ولی طرح جایگزینی تصویب شد و اولین طرحی که در زمینه شفاف‌سازی آراء نمایندگان تصویب شد در خصوص مشخص شدن نمایندگان فعال در رأی‌گیری‌های صحن مجلس است.»

#### طرح «اصلاح ماده ۱۱۷ قانون آیین‌نامه داخلی مجلس شورای اسلامی»
دومین طرح مربوط به شفافیت آراء نمایندگان در تاریخ ۱۳ آبان ۱۳۹۷ توسط هیئت‌رئیسه اعلام وصول شد. این طرح به ابتکار آقای سید علی ادیانی‌راد نمایندهٔ قائم‌شهر، سوادکوه و جویبار ایجاد شده و به امضای ۳۸ نفر از نمایندگان مجلس رسیده‌است.

#### طرح شفافیت آرای نمایندگان
با آغاز بکار مجلس یازدهم در اولین جلسه صحن علنی، گروهی از نمایندگان خبر از ارائه طرح جدید شفافیت آرای نمایندگان دادند. روح‌الله ایزدخواه نماینده مردم تهران، ری، شمیرانات و اسلامشهر در گفتگو با خبرگزاری فارس از اعلام وصول طرح شفافیت آرا به صورت عادی و بدون قید فوریت با ۱۷۰ امضا داد. نام‌های احمد امیرآبادی فراهانی، روح الله ایزدخواه، مجتبی توانگر، حسینعلی حاجی دلیگانی، ابراهیم رضایی، علیرضا زاکانی، مالک شریعتی، ابوالفضل عمویی، روح الله متفکر آزاد،‌ الیاس نادران و روح الله نجابت به عنوان طراحان اصلی این طرح ثبت شده است.  هم‌چنین بر اساس بند دوم طرح، علاوه بر شفافیت آرای نمایندگان گزارش عملکرد ماهیانه کمیسیون‌ها نیز شفاف شده و به اطلاع مردم خواهد رسید. 

##### متن طرح
متن طرح شفافیت آرای نمایندگان به شرح زیر است:
ماده واحده
تغییرات زیر در متن قانون آئین‌نامه داخلی مجلس اعمال می‌شود:
۱. تبصره زیر در ماده ۵ اضافه می‌شود:
تبصره ۳ – نماینده رسانه ملی با رعایت شرایط مندرج در این ماده اجازه حضور و تهیه گزارش از جلسات کمیسیون‌های مجلس را خواهند داشت.
۲. در ماده ۶۴ پس از عبارت «به اطلاع نمایندگان» کلمه «و مردم» اضافه می‌شود.
۳. در ماده ۱۱۹ تبصره زیر اضافه می‌شود:
تبصره – هیات رئیسه مجلس موظف است در پایان هر جلسه علنی مجلس شورای اسلامی آرای هر یک از نمایندگان را – به جز مصادیق بند۳ ماده ۱۱۸ – به تفکیک موافق، مخالف، ممتنع و عدم مشارک در سامانه اطلاع رسانی مجلس شورای اسلامی به طور شفاف اعلام کند. به نحوی که مشاهده و داده پردازی آن برای آحاد ملت امکانپذیر باشد. گزارش حضور، غیاب، تاخیر و نیز ماموریت‌های داخلی و خارجی تمام نمایندگان نیز باید هر ماه توسط هیات رئیسه مجلس به طور شفاف در سامانه مذکور اطلاع رسانی شود.
۴. در ماده ۱۲۰ عبارت «هر یک از روش‌های دیگر اخذ رای» جایگزین عبارت «استفاده از دستگاه الکترونیکی یا قیام و قعود» می‌گردد.
۵. بند ۳ در ماده ۱۲۲ حذف می‌شود.
۶. تبصره ذیل در ماده ۱۲۲ اضافه می‌شود:
تبصره – در مواردی که حداقل ۱۵ نفر از نمایندگان درخواست رای گیری مخفی با ورقه دهند ابتدا بدون بحث نسبت به درخواست رای گیری می‌شود و در صورت تصویب در اصل مورد درخواست رای گیری مخفی ورقه انجام خواهد شد.
طبق گزارش سایت خبرگزاری خانه ملت ، طرح شفافیت با شماره ثبت ۵۳ به تصویب کمیسیون آیین نامه داخلی رسید و برای بررسی به صحن ارسال شد 

### طرح‌های اعلام وصول نشده

#### طرح دوفوریتی شفاف‌سازی فعالیت‌های نمایندگان در خانهٔ ملت
این طرح که به دنبال اهدافی فراتر از شفافیت آراء نمایندگان در مجلس شورای اسلامی بود، توسط مجتبی ذوالنور نمایندهٔ مردم قم تهیه و به امضای ۱۹۰ نفر از نمایندگان مجلس شورای اسلامی رسید. طرح مذکور تاکنون توسط هیئت‌رئیسهٔ مجلس اعلام وصول نشده‌است.